# Hilde Krüger
Hilde Krüger o Hilda Krüger (Colònia, 9 de novembre de 1912 - Lichtenfels, 8 de maig de 1991) va ser una actriu alemanya i suposada espia de l'Abwehr a Mèxic durant el govern de Manuel Avila Camacho durant la Segona Guerra Mundial.

## Biografia
Hilde(a) Krüger va néixer com Katharine Hilde Krueger Grossmann a Colònia el 1912. Des de la infantesa va demostrar capacitats per a l'actuació i els seus pares la van impulsar al Setè Art. Com que tenia una gran aparença física i innegable atractiu escènic, ja des de molt jove va accedir a les taules i d'allí als platons de filmació de la UFA com a extra el 1934 en ple adveniment de l'Alemanya Nazi apareixent en un film anomenat Nur nicht weich werden, Susanne i després, el 1935, a Sie und die Drei. Va ser amiga personal del ministre de propaganda Joseph Goebbels, les funcions de la qual el lligaven a les produccions dels cineastes i va participar en nombrosos films de la preguerra fins al 1938. Aquell any, es va casar amb un comerciant alemany que era mig jueu, un estigma per a aquella època a Alemanya.
Al cap de pocs mesos de l'esclat de la Segona Guerra Mundial, va abandonar el marit i va viatjar a Anglaterra i després als Estats Units amb l'objectiu de provar sort a Hollywood, punt central dels seus projectes com a actriu. No va tenir sort a causa del seu poc domini de l'idioma anglès i a la marcada aparença alemanya i no va poder obtenir tampoc la residència com a immigrant. Però va seduir el multimilionari petrolier Jean Paul Getty, i amb ell va entrar als salons més selectes de la plutocràcia nord-americana, per exemple als Rhodes i els Hastings. En aquests cenacles, l'alemanya va sentir William Rhodes Davis dir que des del 1938 comprava immenses quantitats de petroli per enviar-lo a l'Alemanya nazi. I que en l'operació hi participaven, a través de subsidiàries, Getty i Rockefeller. A Saint Louis va conèixer un industrial alemany amb el qual va viatjar a Mèxic al febrer de 1941 per aconseguir visat de residència en aquest país i la va introduir en els alts cercles de la societat mexicana.
Ja en aquest país, agents de la intel·ligència alemanya (Abwehr) la van reclutar per treballar en benefici del govern alemany a canvi de suport econòmic. L'objectiu era contactar amb personatges clau del govern per així després aconseguir acords econòmics en favor de l'Alemanya nazi. Hilde va canvia de nom i es va fer dir Hilda per llatinitzar l'origen alemany i es va relacionar amb importants personatges del govern emmascarant-se com una actriu que buscava sorts al cinema mexicà.
Va conèixer Miguel Alemany Valdés, secretari de Governació del president Manuel Àvila Camacho, i es van convertir en amants igual que amb Ramón Beteta. Hilda Krüger va accedir a l'aristocràcia criolla i va mantenir un estil de vida d'alta societat, mentre Mèxic exportava metalls essencials i petroli a Alemanya que estava en guerra.
Les seves activitats sota la direcció de l'Abwehr van minvar sobtadament al febrer de 1944.
Mentre va ser a Mèxic va ser amiga personal de l'actor espanyol resident a Mèxic José Crespo i va rodar diverses pel·lícules entre 1942 i 1945, data en què va desaparèixer de la societat mexicana emigrant suposadament a Espanya.
Testimonis que la van conèixer concorden que Hilda Krüger tenia l'habilitat de la sociabilitat, gran bellesa i innegable atractiu per als homes i que era tan encantadora com manipuladora.

## Filmografia
- 1934: Spiel mit dem Feuer
- 1935: Peter, Paul und Nanette
- 1935: Sie und die Drei
- 1935: Nur nicht weich werden, Susanne!
- 1935: Lärm um Weidemann
- 1935: Stradivari
- 1935: Eine Seefahrt, die ist lustig
- 1936: Das Hermännchen. Nee, nee, was es nich’ alles gibt
- 1936: Inkognito
- 1938: Der Mann, der nicht nein sagen kann
- 1938: Es leuchten die Sterne
- 1938: Eine Frau kommt in die Tropen
- 1939: Rheinische Brautfahrt
- 1939: Drunter und drüber
- 1942: Casa de mujeres
- 1945: Adulterio
- 1945: Bartolo toca la flauta
- 1945: El que murió de amor
- 1958: Eine Rheinfahrt, die ist lustig[5]